# Ajn Laruz
Ajn Laruz (arab. عين لاروز) – miejscowość w Syrii, w muhafazie Idlib. W 2004 roku liczyła 2687 mieszkańców.